# Привілля (Кропивницький район)
Приві́лля — село в Україні, в Аджамській сільській громаді Кропивницького району Кіровоградської області. Населення становить 111 осіб. Орган місцевого самоврядування — Аджамська сільська рада.

## Населення
Згідно з переписом УРСР 1989 року чисельність наявного населення села становила 117 осіб, з яких 55 чоловіків та 62 жінки.
За переписом населення України 2001 року в селі мешкало 111 осіб.

### Мова
Розподіл населення за рідною мовою за даними перепису 2001 року:
| Мова       | Відсоток |
| ---------- | -------- |
| українська | 94,59 %  |
| російська  | 5,41 %   |